# Переносчик

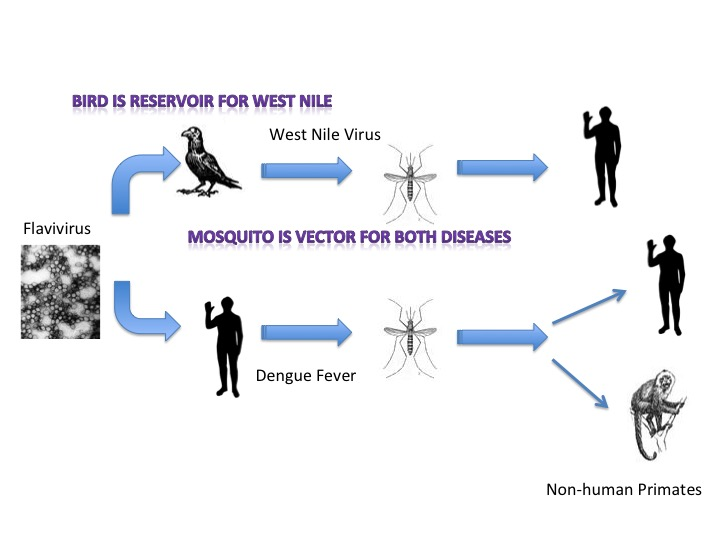
Схематичное изображение трансмиссивного механизма передачи инфекции комарами-переносчиками при лихорадке Западного Нила и лихорадке Денге

Перено́счик, иногда также ве́ктор (лат. vector «везущий, несущий») в эпидемиологии — организм, который не вызывает болезни сам по себе, но способен передавать возбудителей инфекционных или паразитарных заболеваний от источника к восприимчивому организму. Все известные переносчики относятся к типу членистоногих (насекомые, клещи).
Переносчиков подразделяют на механических, в организме которых возбудитель болезни не размножается (например, мухи и прежде всего, синантропные мухи) и биологических, в организме которых протекает часть жизненного цикла возбудителя инфекции (комары, москиты). В последнем случае болезнь называется трансмиссивной.
Примеры переносчиков:
- комары — переносчики жёлтой лихорадки, лихорадки денге, малярии, японский энцефалит[1];
- москиты — лихорадка паппатачи, лейшманиозы[2], бартонеллёз[3];
- слепни — глазной червь;
- муха цеце — африканский трипаносомоз (сонная болезнь)[4];
- клопы — болезнь Шагаса (американский трипаносомоз)[5];
- блохи — чума[6];
- клещи — клещевой энцефалит, туляремия[7], болезнь Лайма[8], пятнистая лихорадка Скалистых гор, лихорадка цуцугамуши, клещевой возвратный тиф[9] и т. д. (см. Акариазы, где приведён список заболеваний, переносимых клещами).